# PRO Romania
PRO Roemenië (PRO România) is een Roemeense politieke partij opgericht in 2017 door voormalig ALDE vice-president Daniel Constantin. Mede-oprichters zijn en voormalig interim-premier Sorin Cîmpeanu en Victor Ponta, voormalig premier namens de regeringspartij PSD, nadat hij gebrouilleerd raakte met het partijbestuur van diezelfde PSD onder Liviu Dragnea. PRO Romania positioneert zich als pro Europees alternatief voor de PSD, die zichzelf op dat moment meer en meer nationalistisch anti-Europees gedroeg. Critici beschouwen de partij vooral als een toevluchtsoord voor opportunistische politici van PSD en ALDE die niet meer hun respectievelijke besturen overweg kunnen. 
Door een groot aantal overlopers van de PSD heeft het in 2019 toch al 21 leden binnen de Kamer van Afgevaardigden - zonder aan een verkiezing te hebben meegedaan - en verkrijgt het in hetzelfde jaar een onafhankelijke groep binnen het de Kamer onder de naam "PRO Europa". 
Op 11 juni 2019 werd de partij lid van de Europese fractie EDP en doet het mee aan de Europese verkiezingen waar ze twee zetels weet te winnen die worden ingenomen door voormalig Europees Commissaris Corina Cretu en voormalig kortstondig premier Mihai Tudose. PRO Roemenië is wel de enige partij binnen de EDP die zich niet lieert aan Renew Europe maar aan de S&D.
Als direct na de Europese Verkiezingen in mei, PSD leider Liviu Dragnae tot een gevangenisstraf wordt veroordeelt en de regering van PSD en ALDE enkele maanden later uiteenvalt, steunt PRO Roemenië de motie van wantrouwen die een definitief einde maakt aan de PSD minderheidsregering. Bij de stemming voor de goedkeuring van de interim regering van PNL (Ludovic Orban) stemmen acht leden van PRO Roemenië voor goedkeuring, geheel tegen de wil van Ponta die wilde samenwerken met "nieuwe" PSD. Onder deze dissidenten zitten ook mede-oprichters Constantin en Cîmpeanu. Ook Europarlementariër Tudose kreeg er van langs, als blijkt dat hij achter Ponta's rug om met de PNL en PSD onderhandelt over samenwerking. De dissidenten worden door Ponta uit de partij gegooid en sluiten zich aan bij de PNL, Tudose stapte een maand later op en keerde terug naar de PSD. Waardoor PRO Roemenië een Europese zetel kwijt raakt.
In aanloop naar de parlementsverkiezingen van december 2020 gaat PRO Romania samen met het ALDE van Călin Popescu-Tăriceanu onder de naam PRO România Social-Liberal. Hierbij behaald men niet de benodigde stemmen en verdwijnen beide partijen uit de senaat en het parlement.
Alliantie van Liberalen en Democraten · Alliantie voor de Unie van Roemenen · Democratisch-Liberale Partij · Democratische Unie van Hongaren in Roemenië · Groot-Roemeniëpartij · Humanistischekrachtpartij · Nationale Democratische Partij · Nationaal-Liberale Partij · Nationale Christen-Democratische Boerenpartij · Nationale Unie voor de vooruitgang van Roemenië · Nieuwegeneratiepartij · Nieuwe Republiek · Noua Dreaptă · M10 · Partij Verenigd Roemenië · Red Roemenië-Unie · Roemeense Sociale Partij · Sociaaldemocratische Partij · Partijen van etnische minderheden · Volksbewegingspartij